# Sághegyi Tájvédelmi Körzet
Sághegyi Tájvédelmi Körzet területe 235 hektár, ebből fokozottan védett 24 hektár. A tájvédelmi körzet az Őrségi Nemzeti Park Igazgatósága alá tartozik.

## Fekvése
A Ság Celldömölktől nyugatra, a Kemenesháton található.

## Jellemzői
A Ság mindössze 278 méteres kúpja mintegy ötmillió éve keletkezett. A Pannon-tenger lassan feltöltődött és kiszáradt, az évmilliók koptatták a hegyet, formálták a tájat. A környékről a szél és a víz mintegy 60–70 m vastag réteget szállított el, de a vulkáni tevékenységből származó kemény bazaltréteg a hegy platóján megvédte az alatta lévő lazább kőzeteket. Így alakult ki jellegzetes kettős kúp alakja.
A század elején megkezdték, és mintegy ötven éven át folytatták a hegy értékes bazaltjának letermelését, így a hegy egykori alakja már csak részben látható, és a hegy egyik nagy kúpja nem más, mint meddőhányó. De a kitermelések nyomán napvilágra került a vulkáni kürtő, a magmacsatorna, és a bazaltláva megkövesült, hatalmas darabjai.

## Növény- és állatvilág

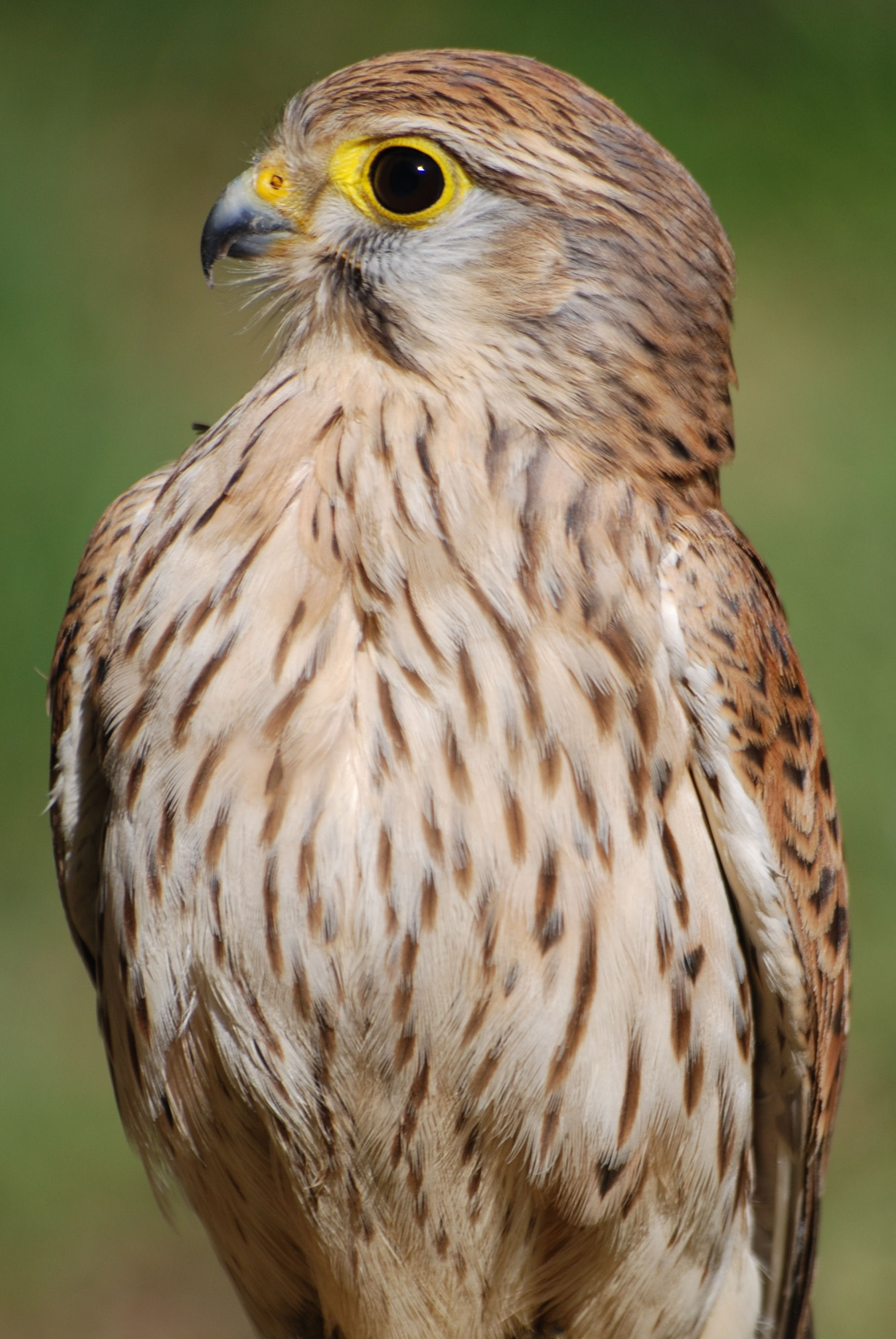
Vörös vércse

A hegy növényzete jelentősen eltér a környezetétől, önálló flóraszigetet alkot, karsztbokor ligetekkel, nyílt és zárt árvalányhajas pusztagyepekkel, melegkedvelő molyhos tölgyes társulásokkal. Bár a hegy tetejének letermelése miatt az eredeti növényzet tönkrement, a Ság lágy szárú növényfajai között sok értékes faj akad. A kunkorgó árvalányhajon túl a területen leány- és fekete kökörcsin, tavaszi hérics, tarka nőszirom, piros kígyószisz és nagyezerjófű is nyílik. A sziklás letöréseken pedig az ilyen helyekre jellemző szirti sziklaiternye, aranyos fodorka és édesgyökerű páfrány él. Ezidáig 25 csigafajt és 50 nappali lepkét írtak le. A bogarak közül említésre méltó a hazánkban kipusztultnak hitt gyászos cincér megtalálása a Ság bokorerdeiben. Hüllők közül a fürge gyík és a rézsikló fordul elő. A terület túlzottan kicsi a sokszínű madárvilág kialakulásához, de a gyakori madárfajokon túl mégis költ a holló, vörös vércse, erdei fülesbagoly és gyakran hallani a gyöngybagoly hangját is. A felhagyott bányarészeken néha kövirigó is fészkel. Az emlősök közül gyakori a közönséges erdei egér, az erdei pocok, a mezei nyúl és a róka.

## Kulturális értékek
A Ság kiemelkedő kultúrtörténeti értéke a hegység római korig visszanyúló szőlő- és borkultúrája. Sajnos az őshonos juhfark szőlőt a hírhedt filoxéravész kipusztította, a hegy borai azonban ma is elsőrendűek.
Az ide látogató az egykor volt bánya trafóházában, a Sághegyi Múzeumban a hegység történetét, élővilágát bemutató helytörténeti kiállítást tekinthet meg. A kiállítás játékai és interaktív elemei családok és iskolai csoportok számára is látványos, érdekes szórakozást biztosítanak. A Ság kialakulásáról további információkat a kiépített tanösvényeken kaphatunk. A bányászati kitermelés lehetővé tette, hogy a Ság Vulkánösvény közvetlenül a hegy belsejébe vezesse az érdeklődőket.
A 19. század végén Eötvös Loránd a róla elnevezett torziós ingával 1891-ben a hegy platóján végzett ellenőrző méréseket. Vizsgálatainak emlékére 1971-ben bazalt emlékoszlopot avattak fel a turistaház mellett.